# James Smillie
James Smilie est un acteur britannique né en 1944 à Glasgow (Royaume-Uni).

## Filmographie
- 1966 : Jimmy (série télévisée)
- 1967 : Adventure Island (série télévisée)
- 1966 : Crackerjack (série télévisée) : Host (1967)
- 1971 : I Like Music (série télévisée) : Host
- 1961 : The Magic of Music (série télévisée) : Host (1971)
- 1975 : Night Is the Time for Killing (téléfilm) : Bob Malory
- 1976 : Jumbo Spencer (série télévisée) : Mr. Spencer
- 1976 : Battle of the Sexes (série télévisée)
- 1978 : International Velvet : Commentator
- 1979 : Nom de code: Jaguar (Jaguar Lives!) : Reardon
- 1980 : The Latchkey Children (série télévisée) : Malcolm McCrae
- 1983 : Skin Deep (téléfilm) : Cliff Hudson
- 1983 : Abra Cadabra : Mr. Pig (voix)
- 1983 : La Vengeance aux deux visages (Return to Eden) (feuilleton TV) : Dr. Dan Marshall
- 1986 : La Vengeance aux deux visages (Return to Eden) (série télévisée) : Dr. Dan Marshall
- 1991 : Work! (téléfilm) : Maggot (voix)